# Ryō Orime
Ryō Orime (jap. 折目 遼, Orime Ryō; * 26. Juni 1982 in Kyōto) ist ein japanischer Autorennfahrer. Er startet 2012 in der Formel Nippon.

## Karriere
Orime startete 2005 in der japanischen Formel-3-Meisterschaft und schloss diese auf dem 15. Platz ab. Darüber hinaus nahm er an zwei Rennen der asiatischen Formel Renault Challenge teil und gewann eins davon. 2006 wechselte Orime in die Formel Nippon, wo er ein Cockpit bei Team 5Zigen erhielt. Orimes beste Resultate waren zwei zwölfte Plätze. Zum Saisonfinale wurde er durch João Paulo de Oliveira ersetzt.
2007 verließ Orime den Formelsport und wechselte in den Gran Turismo. Für Re Amemiya Racing startete er in der GT300-Klasse der Super GT. Zusammen mit seinem Teamkollegen Hiroyuki Iiri belegte er den zwanzigsten Rang. 2008 gelang den beiden ein Sieg in der GT300-Wertung und verbesserten sich auf den siebten Platz dieser Wertung. 2009 erhielt Orime mit Nobuteru Taniguchi einen neuen Teamkollegen. Die beiden standen sechs Mal auf dem Podium, gewann aber nicht. In der GT300-Wertung wurden die beiden Vizemeister. 2010 gewannen Orime/Taniguchi zwei Rennen und beendeten die Saison auf dem dritten Platz in der GT300. Darüber hinaus nahm Orime an einem Rennen der Australian V8 Ute Racing Series teil. Orime wurde zum ersten Japaner überhaupt in einer V8-Supercars-Serie. 2011 wechselte Orime innerhalb der Super GT zum Team SG CHANGI. Zusammen mit seinem Teamkollegen Alexandre Imperatori gewann er einmal die GT300-Wertung. Orime lag am Saisonende auf dem fünften Platz.
2012 kehrte Orime in die Formel Nippon zurück. Bei SGC by KCMG erhielt er ein Cockpit. Nach dem dritten Rennen belegte er den 17. Gesamtrang.

## Karrierestationen
| - 2005: Japanische Formel 3 (Platz 15) - 2005: Asiatische Formel Renault Challenge - 2006: Formel Nippon (Platz 23) - 2007: Super GT, GT300 (Platz 20) | - 2008: Super GT, GT300 (Platz 7) - 2009: Super GT, GT300 (Platz 2) - 2010: Super GT, GT300 (Platz 3) - 2010: Australian V8 Ute Racing Series | - 2011: Super GT, GT300 (Platz 5) - 2012: Formel Nippon |